# Редлих, Роман Николаевич
Рома́н Никола́евич Ре́длих (30 октября [12 ноября] 1911, Москва — 20 августа 2005, Франкфурт-на-Майне) — русский философ, общественный деятель. Член Народно-Трудового Союза российских солидаристов (НТС).

## Биография
Родился в Москве в семье российского немца.
В 1929 году окончил среднюю школу. Работал слесарем на железной дороге, затем младшим научным сотрудником в Государственном институте психологии, педологии и психотехники.
В 1933 году Редлих вместе с семьей эмигрировал в Германию к немецким родственникам.
В 1940 году окончил Берлинский университет со степенью доктора философии. Был учеником русских философов Семёна Франка и Бориса Вышеславцева, общался с философом Иваном Ильиным.
В 1940 вступил в НТС — Народно-Трудовой Союз Российских Солидаристов, идеей которого была «Не с Гитлером, не со Сталиным, а с русским народом!» С тех пор активно пропагандировал идеи этой организации: в 1942—1943 занимался пропагандистской работой в лагерях советских военнопленных, в 1943—1944 создавал ячейки НТС на оккупированных территориях.
В июле 1944 Гестапо объявило Редлиха в розыск «за антинемецкую деятельность», и ему пришлось скрываться под именем «капитан Воробьёв».
В 1946 был избран в Совет НТС, неоднократно избирался в Исполнительное бюро Союза.
Активно занимался литературной, научной и педагогической деятельностью, в первую очередь направлением русской философии, условно называемым «солидаризмом». В 1947—1955 возглавлял группу по изучению положения в СССР, курсы по подготовке членов НТС.
В 1955—1958 вёл радиопередачи НТС с Дальнего Востока на Россию (Тайбэй, Манила, Сеул).
Сотрудничал с радиостанцией «Свободная Россия», с журналами «Посев», «Грани», «Наши дни», «Мыслители».
В 1991 вернулся в Россию и в качестве члена Совета НТС вел активную деятельность по становлению и развитию организации НТС в России.
В 1992 Роман Редлих начал преподавать курс русской философии в Гуманитарном университете Наталии Нестеровой в Москве.
Роман Редлих умер 20 августа 2005 года на 94-м году жизни. Похоронен 25 августа на русском кладбище в Висбадене.

## Сочинения
- Советское общество. — 2-е изд. — Frankfurt/ Main: Посев, Cop. 1972. — 238 с.
- Сталинщина как духовный феномен. — 2-е изд. — Frankfurt/ Main: Посев, 1971. — 252 с.
- Предатель: Роман. — [Melbourne]: Посев. Генер. представительство в Австралии, 1981. — 263 с.
- Солидарность и свобода. — Frankfurt/ Main: Посев, 1984. — 345 с.
- Демократия у ворот завода: Сб. ст. — Frankfurt/ Main: Посев, 1991. — 25 с.